# Liliani
Liliani é uma cidade do Paquistão localizada na província de Punjab.